# United Nations Observer Mission in Liberia
Die United Nations Observer Mission in Liberia (UNOMIL, deutsch: Beobachtermission der Vereinten Nationen in Liberia) ist eine abgeschlossene Beobachtermission der Vereinten Nationen, um die Umsetzung des Vertrages von Cotonou (Benin) von 1993 zwischen den Bürgerkriegsparteien zu überwachen. Sie war legitimiert durch die UN-Sicherheitsresolutionen 866 (1993) und 1020 (1995). Sie dauerte von September 1993 bis September 1997. Sie war die erste Friedensmission der Vereinten Nationen, die in Kooperation mit einer Friedensmission einer anderen Organisation (ECOWAS Monitoring Group – ECOMOG) durchgeführt wurde. Die exakte Trennung zwischen Beobachter- und Friedensmission lässt sich daher im Fall UNOMIL nicht ziehen. Die militärische Verantwortung lag bei ECOMOG.
Das Mandat von UNOMIL umfasste die Überwachung des Waffenstillstandes, die Unterbindung des Waffenhandels über die Landesgrenzen, die Parlaments- und Präsidentenwahlen zu beobachten, die humanitären Maßnahmen sowie die Rückkehr von Flüchtlingen und Vertriebenen zu sichern.